# Valea Mare (Olt)
Valea Mare is een Roemeense gemeente in het district Olt.
Valea Mare telt 3963 inwoners.